# Project CARS 3
Project CARS 3 es un videojuego de carreras desarrollado por Slightly Mad Studios y publicado por Bandai Namco Entertainment. Fue lanzado por primera vez el 28 de agosto de 2020 para Microsoft Windows, PlayStation 4 y Xbox One. El juego recibió una respuesta generalmente mixta, siendo criticado por una desviación de su jugabilidad realista en comparación con sus predecesores.

## Jugabilidad
Project CARS 3 introduce autos más personalizables que están disponibles para competir en más de 140 circuitos globales. El juego también cuenta con ciclos de 24 horas, varias estaciones, y efectos meteorológicos. El modo carrera ha sido reconstruido, con la inteligencia artificial mejorando. El juego también es compatible con VR en PC. Según el CEO de Slightly Mad Studios Ian Bell, el juego es un sucesor espiritual de la serie Need for Speed: Shift, que también fue desarrollado por Slightly Mad Studios. Después de haber sido adquirida por el desarrollador y editor de videojuegos británico Codemasters, que es conocida por la serie de Fórmula 1, la serie Colin McRae Rally y la serie Dirt, en noviembre de 2019, se espera que Project CARS 3 comparta algunos elementos de la serie de videojuegos de género similar DECmasters TOCA, o Grid. El juego recibió su primer tráiler del juego el 3 de junio de 2020. El juego también cuenta con un modo multijugador refinado.
A diferencia de sus predecesores, este juego no cuenta con desgaste de neumáticos o agotamiento de combustible, y como tal, no hay paradas en boxes. Esto ha provocado fuertes críticas de los fans de la serie.

## Desarrollo y lanzamiento
Project CARS 3 sigue siendo desarrollado por Slightly Mad Studios y publicado por Bandai Namco Entertainment. El desarrollo comenzó en el otoño de 2018 tras el éxito comercial del Project CARS 2. En lugar de cambiar al motor Ego de la empresa matriz Codemasters, el juego sigue siendo impulsado por el mismo motor que sus predecesores. El juego fue lanzado en Microsoft Windows, PlayStation 4 y Xbox One el 28 de agosto de 2020.
Los nuevos contenidos incluyen autos como el Audi TTS, Koenigsegg Jesko, Lotus Evija y el Bugatti Chiron, además de circuitos como el Autódromo José Carlos Pace, Circuito de Jerez y Toscana.

## Recepción
Según el agregador de reseñas Metacritic, la versión para PS4 recibió críticas generalmente positivas de los críticos, mientras que las versiones para PC y Xbox One recibieron críticas mixtas.
Luke Reilly de IGN dijo que: "Project CARS 3 es un corredor tan fundamentalmente diferente de sus precursores inmediatos que está bordeando lo irreconocible. Abandona la sensibilidad de carreras sim y adopta una sensación de conducción radicalmente diferente y un nuevo modo de carrera compuesto principalmente de carreras del tamaño de un aperitivo y desafíos de conducción. Nunca hay un momento en el que se sienta como una secuela real de Project CARS 2, y eso es decepcionante".
Jacob Hull de Push Square dio una puntuación de 6/10, afirmando: "El Project CARS 3 marca una salida significativa para la serie, abandonando la mayor parte de su herencia sim en favor de las carreras de arcade. Ofreciendo una variedad de diferentes coches y pistas, hay un montón de contenido en oferta, lo que hace que una distracción divertida, pero le falta la emoción que esperamos de las carreras de rueda a rueda. Se inspira en todo el lugar, pero quizás esté más estrechamente alineado con el propio DriveClub de Sony. Parecería, entonces, que el ciclo de PS4 está terminando como comenzó. Simplemente no estamos seguros de que vamos a elegir esto sobre lo que ha venido antes.
El juego alcanzó el número 5 en la lista de ventas físicas de Estados Unidos, y 17 en el Reino Unido, vendiendo un 86% menos que el juego anterior.